# Industriland
Et industriland (forkortet iland) er et (økonomisk) udviklet land i form af en suveræn stat, der har stærk, udviklet økonomi og avanceret infrastruktur i forhold til mindre industrialiserede stater (de såkaldte underudviklede lande eller udviklingslande (ulande)). Det mest almindelige kriterium for vurdering af graden af økonomisk udvikling i en stat er bruttonationalproduktet (BNP), indkomst per capita, graden af industrialisering, udbredelsen af infrastruktur og den generelle levestandard. Hvilket kriterium der skal bruges, og hvilke lande, der kan klassificeres som udviklede lande, er genstand for debat.
Udviklede lande har en postindustriel økonomi, der betyder, at servicesektoren udvikler mere værdi end industrisektoren.